# Исакова, Рабият Рамазановна
Рабият Рамазановна Исакова (род. 1936, с. Герейхановское, Касумкентский район, Дагестанская АССР, РСФСР) — депутат Совета Союза Верховного Совета СССР 6-го созыва от Дагестанской АССР.

## Биография
Родилась в селе Герейхановское Касумкентского района. Родом из села Хпедж Курахского района.

## Партийная деятельность
Депутат Верховного Совета СССР 6-го созыва.

## Семья
- Исаков Музафер — муж.
- Исаков Эдуард — сын.